# لئوپولد گملین
لئوپولد گملین (آلمانی: Leopold Gmelin؛ زاده ۲ اوت ۱۷۸۸ درگذشته ۱۳ آوریل ۱۸۵۳) یک شیمی‌دان اهل آلمان بود.
او هم‌زمان که استاد دانشگاه هایدلبرگ بود بر روی پتاسیم فری‌سیانید کار می‌کرد و علاوه بر این‌ها مبدع تست گملین(en: Gmelin's test) نیز بود.